# Bactrocera perfusca
Bactrocera perfusca
 es una especie de insecto díptero que Aubertin describió científicamente por primera vez en 1929. Esta especie pertenece al género Bactrocera de la familia Tephritidae. 